# Vesicapalpus simplex
Vesicapalpus simplex là một loài nhện trong họ Linyphiidae. Loài này được phát hiện ở Brasil và Argentina.